# Lucenzo
Filipe Oliveira, född 27 maj 1983 i Bordeaux, Frankrike, vanligtvis känd under artistnamnet Lucenzo, är en portugisisk-fransk sångare, låtskrivare och producent. Hans föräldrar migrerade från Bragança, i norra Portugal. Lucenzo skrev på för skivbolaget Universal Music.

## Biografi
Lucenzo är berömd för sin hitlåt "Vem dançar kuduro" med Big Ali. Den puertorikanske reggaetonartisten Don Omar släppte en spansk-portugisiskspråkig version av sången vid namn "Danza Kuduro" med Lucenzo.
År 2012 publicerade han låten "Wine It Up" med Sean Paul.
Den 1 juli 2015 släppte Lucenzo låten "Vida Louca" på portugisiska. För lanseringen är denna del reserverad för den portugisiska marknaden. Det ingår i en serie kompileringar (VIDISCO) och är endast tillgänglig i iTunes Portugal. I slutet av juli 2015 började Lucenzo marknadsföra sin nya singel i Portugal. Han intervjuades av flera tv-stationer (SIC, RTP, TVi) och förklarade att han ville boka premiären för sitt nya arbete i Portugal innan han presenterade det internationellt på spanska.

### Fotnoter
1. ↑  ”Arkiverade kopian”. Arkiverad från originalet den 29 september 2010. https://web.archive.org/web/20100929182329/http://www.cmjornal.xl.pt/detalhe/noticias/lazer/musica/kuduro-conquista--palcos-e-youtube-com-video. Läst 11 oktober 2011.
2. ↑  ”Arkiverade kopian”. Arkiverad från originalet den 6 november 2011. https://web.archive.org/web/20111106185917/http://lusojornal.com/archives/unefr_II_014.pdf. Läst 11 oktober 2011.